# Уси
Уси е град в провинция Дзянсу, Източен Китай. Населението му е 7,462,135 жители (2020 г.). Площта му е 4787,61 кв. км. Пощенският му код за централната част е 214000, а за други части на града 214200 и 214400. Намира се в часова зона UTC+8. Разполага с два стадиона. На 14 км от центъра на града има летище с директни полети до Пекин, Хонг Конг и Осака (Япония).